# О’Брайен, Шэрон
Шэ́рон О’Бра́йен (англ. Sharon O'Brien) — американская кёрлингистка.
В составе женской сборной США участница чемпионата мира 1993 (заняли восьмое место).
Играла на позиции четвёртого, была скипом команды.

## Команды
| Сезон   | Четвёртый      | Третий       | Второй       | Первый   | Запасной       | Турниры           |
| ------- | -------------- | ------------ | ------------ | -------- | -------------- | ----------------- |
| 1992—93 | Шэрон О’Брайен | Дона Беннетт | Сьюзан Аншуц | Пэм Финч | Кэти Фрэнковяк | ЧМ 1993 (8 место) |

(скипы выделены полужирным шрифтом)